# Сем Мінц
Сем Мінц (англ. Sam Mintz; 12 липня 1897 — 13 вересня 1957) — американський сценарист з Білорусі, який був номінований на премію «Оскар» у категорії найкращий адаптований сценарій на 4-ій церемонії вручення. Він був номінований разом з Джозефом Манкевичем за фільм «Скіппі». Всього протягом своєї кар'єри він написав 39 сценаріїв.

## Вибрана фільмографія
- 1930: Том Сойєр / Tom Sawyer
- 1931: Скіппі / Skippy
- 1933: Полювання на людину / Man Hunt
- 1934: Будинок Ротшильдів / The House of Rothschild